# Костелско
Костелско је насељено место у саставу града Преграде у Крапинско-загорској жупанији, Хрватска. До територијалне реорганизације у Хрватској налазило се у саставу старе општине Преграда.

## Становништво
На попису становништва 2011. године, Костелско је имало 244 становника.

## Попис1991.
На попису становништва 1991. године, насељено место Костелско је имало 300 становника, следећег националног састава:
| Попис 1991.‍ | Попис 1991.‍ | Попис 1991.‍ | Попис 1991.‍ | Попис 1991.‍ |
| ----------- | ----------- | ----------- | ----------- | ----------- |
|             |             |             |             |             |
| Хрвати      | Хрвати      |             | 292         | 97,33%      |
| Словенци    | Словенци    |             | 1           | 0,33%       |
| непознато   | непознато   |             | 7           | 2,33%       |
| укупно: 300 |             |             |             |             |